# Micrócito
Um micrócito é um glóbulo vermelho de tamanho anormal. Por definição, os micrócitos possuem 5 micrômetros ou menos de diâmetro. Sua presença está associada a várias formas de anemia.